# Championnats d'Europe de gymnastique artistique masculine 2012
Navigation
Berlin 2011 Moscou 2013
Les 30es championnats d'Europe de gymnastique artistique masculine se déroulent du 21 au 27 mai 2012 à Montpellier en France.

## Programme
| Date   | Période          | Événement                       |
| ------ | ---------------- | ------------------------------- |
| 19 mai | -                | Arrivée des délégations         |
| 20 mai | -                | Entraînements                   |
| 21 mai | -                | Entraînements officiels Juniors |
| 22 mai | -                | Entraînements officiels Seniors |
| 23 mai | Toute la journée | Qualifications Juniors          |
| 24 mai | Toute la journée | Qualifications Seniors          |
| 25 mai | Après-midi       | Concours II Juniors             |
| 26 mai | Après-midi       | Finales par équipes Seniors     |
| 26 mai | Soirée           | Gala                            |
| 27 mai | Matin            | Finales par agrès Juniors       |
| 27 mai | Après-midi       | Finales par agrès Seniors       |

## Podiums
| Épreuves                                        | Or                                                                                          | Argent                                                                                    | Bronze                                                                                        |
| ----------------------------------------------- | ------------------------------------------------------------------------------------------- | ----------------------------------------------------------------------------------------- | --------------------------------------------------------------------------------------------- |
| Seniors                                         |                                                                                             |                                                                                           |                                                                                               |
| Concours par équipes résultats détaillés        | Grande-Bretagne Kristian Thomas Louis Smith Daniel Purvis Ruslan Panteleymonov Max Whitlock | Russie Denis Ablyazin Emin Garibov David Belyavskiy Anton Golotsutskov Aleksandr Balandin | Roumanie Flavius Koczi Marius Berbecar Ovidiu Buidoso Vlad Bogdan Cotuna Cristian Ioan Băţagă |
| Sol résultats détaillés                         | Eleftherios Kosmidis (GRE)                                                                  | Dzmitry Barkalau (BLR)                                                                    | Gaël Da Silva (FRA) Alexander Shatilov (ISR)                                                  |
| Cheval d'arçons résultats détaillés             | Krisztian Berki (HUN)                                                                       | Louis Smith (GBR)                                                                         | Harutyun Merdinyan (ARM)                                                                      |
| Anneaux résultats détaillés                     | Aleksandr Balandin (RUS)                                                                    | Matteo Morandi (ITA)                                                                      | Denis Ablyazin (RUS)                                                                          |
| Saut résultats détaillés                        | Flavius Koczi (ROU)                                                                         | Ihor Radivilov (UKR)                                                                      | Denis Ablyazin (RUS)                                                                          |
| Barres parallèles résultats détaillés           | Marcel Nguyen (GER)                                                                         | Oleh Vernyayev (UKR)                                                                      | Mitja Petkovsek (SVN)                                                                         |
| Barre fixe résultats détaillés                  | Emin Garibov (RUS)                                                                          | Marijo Moznik (CRO)                                                                       | Vlasios Maras (GRE)                                                                           |
| Juniors                                         |                                                                                             |                                                                                           |                                                                                               |
| Concours général individuel résultats détaillés | Frank Baines (GBR)                                                                          | Nile Wilson (GBR)                                                                         | Eddy Yusof (SUI)                                                                              |
| Sol résultats détaillés                         | Kirill Prokopev (RUS)                                                                       | Daniel Radeanu (ROU)                                                                      | Daan Kenis (BEL) Andrej Korosteljev (CRO)                                                     |
| Cheval d'arçons résultats détaillés             | Gaius Thompson (GBR)                                                                        | Bram Louwiji (BEL)                                                                        | Eddy Yusof (SUI)                                                                              |
| Anneaux résultats détaillés                     | Courtney Tulloch (GBR)                                                                      | Stephen Micholet (FRA)                                                                    | Eddy Yusof (SUI)                                                                              |
| Saut résultats détaillés                        | Casimir Schmidt (NED)                                                                       | Daniel Radeanu (ROU)                                                                      | Marco Walter (SUI)                                                                            |
| Barres parallèles résultats détaillés           | Grigorii Zyrianov (RUS)                                                                     | Daniel Weinert (GER)                                                                      | Ibrahim Colak (TUR)                                                                           |
| Barre fixe résultats détaillés                  | Frank Baines (GBR)                                                                          | Eddy Yusof (SUI)                                                                          | Grigorii Zyrianov (RUS)                                                                       |

## Résultats détaillés

### Seniors

#### Concours par équipes
| Rang               | Équipe               | Sol    | Cheval d'arçon | Anneaux | Saut   | Barres parallèles | Barre fixe | Total   |
| ------------------ | -------------------- | ------ | -------------- | ------- | ------ | ----------------- | ---------- | ------- |
| Médaille d'or      | Grande-Bretagne      | 44.624 | 45.433         | 43.299  | 47.100 | 43.999            | 41.841     | 266.296 |
| Médaille d'or      | Kristian Thomas      | 15.358 |                | 14.266  | 15.300 |                   | 15.133     | 266.296 |
| Médaille d'or      | Louis Smith          |        | 15.833         |         |        |                   |            | 266.296 |
| Médaille d'or      | Daniel Purvis        | 13.966 | 14.300         | 14.633  | 15.700 | 14.900            | 14.175     | 266.296 |
| Médaille d'or      | Ruslan Panteleymonov |        |                | 14.400  | 16.100 | 14.666            |            | 266.296 |
| Médaille d'or      | Max Whitlock         | 15.300 | 15.300         |         |        | 14.433            | 12.533     | 266.296 |
| Médaille d'argent  | Russie               | 44.732 | 42.366         | 44.874  | 47.032 | 43.799            | 42.732     | 265.535 |
| Médaille d'argent  | Denis Ablyazin       | 15.266 | -              | 15.241  | 16.066 | -                 | -          | 265.535 |
| Médaille d'argent  | Emin Garibov         | -      | 14.733         | 14.233  | -      | 14.600            | 15.766     | 265.535 |
| Médaille d'argent  | David Belyavskiy     | 15.200 | 14.500         | -       | 14.866 | 14.366            | 14.500     | 265.535 |
| Médaille d'argent  | Anton Golotsutskov   | 14.266 | 13.133         | -       | 16.100 | -                 | 12.466     | 265.535 |
| Médaille d'argent  | Aleksandr Balandin   | -      | -              | 15.400  | -      | 14.833            | -          | 265.535 |
| Médaille de bronze | Roumanie             | 44.232 | 42.399         | 42.333  | 46.724 | 43.699            | 41.932     | 261.319 |
| Médaille de bronze | Flavius Koczi        | 15.033 | 14.633         | 13.900  | 16.133 | -                 | -          | 261.319 |
| Médaille de bronze | Marius Berbecar      |        |                | 14.100  | 15.191 | 15.100            | -          | 261.319 |
| Médaille de bronze | Ovidiu Buidoso       | -      | 14.266         | -       | -      | 14.166            | 13.666     | 261.319 |
| Médaille de bronze | Vlad Bogdan Cotuna   | 14.966 | -              | -       | -      | 14.433            | 14.633     | 261.319 |
| Médaille de bronze | Cristian Ioan Bataga | 14.233 | 13.500         | 14.333  | 15.400 | -                 | 13.633     | 261.319 |
| 4                  | Biélorussie          | 42.699 | 41.741         | 41.898  | 46.332 | 44.499            | 43.941     | 261.110 |
| 4                  | Dzmitry Kaspiarovich | -      | -              | -       | 16.066 | 14.766            | -          | 261.110 |
| 4                  | Andryey Likhavitski  | 14.366 | 14.650         | 13.966  | -      | 14.733            | 14.600     | 261.110 |
| 4                  | Aliaksandr Tsarevich | -      | 14.133         | -       | -      | 15.000            | 14.933     | 261.110 |
| 4                  | Dzmitry Barkalau     | 14.800 | 12.958         | 13.966  | 15.433 | -                 | 14.408     | 261.110 |
| 4                  | Pavel Bulauski       | 13.533 | -              | 13.966  | 14.833 | -                 | -          | 261.110 |
| 5                  | Ukraine              | 42.649 | 42.799         | 41.033  | 47.300 | 44.899            | 41.566     | 260.246 |
| 5                  | Petro Pakhnyuk       | -      | 13.566         | -       | -      | -                 | -          | 260.246 |
| 5                  | Oleh Vernyayev       | 13.933 | 14.400         | 11.800  | 15.800 | 15.133            | 13.633     | 260.246 |
| 5                  | Oleh Stepko          | 14.650 | 14.833         | 14.233  | 15.400 | 15.333            | 13.333     | 260.246 |
| 5                  | Maksym Semiankiv     | -      | -              | -       | -      | 14.433            | 14.600     | 260.246 |
| 5                  | Ihor Radivilov       | 14.066 | -              | 15.000  | 16.100 | -                 | -          | 260.246 |
| 6                  | Allemagne            | 43.832 | 41.399         | 41.432  | 45.899 | 44.941            | 41.766     | 259.269 |
| 6                  | Philipp Boy          | 14.333 | 14.100         | 13.066  | 15.000 | -                 | 15.600     | 259.269 |
| 6                  | Sebastian Krimmer    | -      | 13.333         | -       | -      | 15.033            | 14.866     | 259.269 |
| 6                  | Marcel Nguyen        | 14.933 | -              | 14.666  | 15.866 | 15.275            | -          | 259.269 |
| 6                  | Matthias Fahrig      | 14.566 | -              | -       | 15.033 | 14.633            | -          | 259.269 |
| 6                  | Eugen Spiridonov     | -      | 13.966         | 13.700  | -      | -                 | 11.300     | 259.269 |
| 7                  | Suisse               | 41.099 | 39.791         | 41.850  | 44.766 | 44.166            | 42.099     | 253.771 |
| 7                  | Claudio Capelli      | 14.100 | -              | 13.600  | 14.600 | 14.733            | -          | 253.771 |
| 7                  | Nils Haller          | -      | -              | 14.400  | -      | 14.633            | 13.233     | 253.771 |
| 7                  | Pascal Bucher        | 13.766 | 12.533         | -       | 15.400 | 14.800            | -          | 253.771 |
| 7                  | Pablo Brägger        | 13.233 | 13.025         | 13.850  | -      | -                 | 14.433     | 253.771 |
| 7                  | Oliver Hegi          | -      | 14.233         | -       | 14.766 | -                 | 14.433     | 253.771 |
| 8                  | France               | 27.932 | 40.932         | 28.333  | 31.199 | 44.866            | 29.766     | 203.028 |
| 8                  | Samir Aït Saïd       | -      | -              | -       | 0.000  | -                 | -          | 203.028 |
| 8                  | Gaël Da Silva        | 14.466 | 12.266         | 14.000  | 15.783 | 14.200            | 14.300     | 203.028 |
| 8                  | Hamilton Sabot       | -      | 13.333         | 14.333  | -      | 15.566            | 15.466     | 203.028 |
| 8                  | Cyril Tommasone      | 13.466 | 15.333         | -       | 15.416 | 15.100            | 0.000      | 203.028 |

#### Sol
| Rang               | Gymnaste                   | Score D | Score E | Pén. | Total  |
| ------------------ | -------------------------- | ------- | ------- | ---- | ------ |
| Médaille d'or      | Eleftherios Kosmidis (GRE) | 6.600   | 9.166   |      | 15.766 |
| Médaille d'argent  | Dzmitry Barkalau (BLR)     | 6.400   | 8.900   |      | 15.300 |
| Médaille de bronze | Gaël Da Silva (FRA)        | 6.300   | 8.966   | 0.1  | 15.166 |
| Médaille de bronze | Alexander Shatilov (ISR)   | 6.700   | 8.566   | 0.1  | 15.166 |
| 5                  | Kristian Thomas (GBR)      | 6.300   | 8.666   |      | 14.966 |
| 6                  | Denis Ablyazin (RUS)       | 7.100   | 7.700   |      | 14.800 |
| 7                  | Kieran Behan (IRL)         | 6.000   | 8.533   | 0.1  | 14.433 |
| 8                  | Anton Golotsutskov (RUS)   | 5.800   | 7.500   | 0.3  | 13.000 |

#### Cheval d'arçons
| Rang               | Gymnaste                  | Score D | Score E | Pén. | Total  |
| ------------------ | ------------------------- | ------- | ------- | ---- | ------ |
| Médaille d'or      | Krisztian Berki (HUN)     | 6.900   | 9.058   |      | 15.958 |
| Médaille d'argent  | Louis Smith (GBR)         | 6.900   | 8.875   |      | 15.775 |
| Médaille de bronze | Harutyum Merdinyan (ARM)  | 6.400   | 8.900   |      | 15.300 |
| 4                  | Robert Seligman (CRO)     | 6.400   | 8.866   |      | 15.266 |
| 5                  | Vid Hidvegi (HUN)         | 6.500   | 8.633   |      | 15.133 |
| 6                  | Max Whitlock (GBR)        | 6.700   | 8.283   |      | 14.983 |
| 7                  | Cyril Tommasone (FRA)     | 6.400   | 8.433   |      | 14.833 |
| 8                  | Donna-Donny Truyens (BEL) | 6.500   | 8.133   |      | 14.633 |

#### Anneaux
| Rang               | Gymnaste                     | Score D | Score E | Pén. | Total  |
| ------------------ | ---------------------------- | ------- | ------- | ---- | ------ |
| Médaille d'or      | Aleksandr Balandin (RUS)     | 6.700   | 8.966   |      | 15.666 |
| Médaille d'argent  | Matteo Morandi (ITA)         | 6.800   | 8.666   |      | 15.466 |
| Médaille de bronze | Denis Ablyazin (RUS)         | 6.600   | 8.833   |      | 15.433 |
| 4                  | Yuri van Gelder (NED)        | 6.800   | 8.608   |      | 15.408 |
| 5                  | Elefthérios Petroúnias (GRE) | 6.800   | 8.533   |      | 15.333 |
| 6                  | Marcel Nguyen (GER)          | 6.600   | 8.400   |      | 15.000 |
| 7                  | Nils Haller (SUI)            | 6.300   | 8.300   |      | 14.600 |
| 8                  | Davtyan Vahagn (ARM)         | 6.500   | 7.900   |      | 14.400 |

#### Saut
| Rang               | Gymnaste                   | Saut 1  | Saut 1  | Saut 1 | Saut 1  | Saut 2  | Saut 2  | Saut 2 | Saut 2  | Total  |
| Rang               | Gymnaste                   | Score D | Score E | Pén.   | Score 1 | Score D | Score E | Pén.   | Score 2 | Total  |
| ------------------ | -------------------------- | ------- | ------- | ------ | ------- | ------- | ------- | ------ | ------- | ------ |
| Médaille d'or      | Flavius Koczi (ROU)        | 7.000   | 9.200   | 0.1    | 16.100  | 7.000   | 9.133   |        | 16.133  | 16.116 |
| Médaille d'argent  | Ihor Radivilov (UKR)       | 7.000   | 9.233   |        | 16.233  | 7.000   | 8.900   |        | 15.900  | 16.066 |
| Médaille de bronze | Denis Ablyazin (RUS)       | 7.000   | 8.966   |        | 15.966  | 7.200   | 8.958   |        | 16.158  | 16.062 |
| 4                  | Dzmitry Kaspiarovich (BLR) | 7.000   | 9.083   |        | 16.083  | 7.000   | 8.833   |        | 15.833  | 15.958 |
| 5                  | Matthias Fahrig (GER)      | 7.000   | 9.066   |        | 16.066  | 6.600   | 9.033   |        | 15.633  | 15.849 |
| 6                  | Ruslan Panteleymonov (GBR) | 7.000   | 9.133   |        | 16.133  | 6.600   | 9.000   | 0.1    | 15.500  | 15.816 |
| 7                  | Anton Golotsutskov (RUS)   | 7.000   | 9.066   |        | 16.066  | 7.000   | 8.000   |        | 15.000  | 15.533 |
| 8                  | Kristian Thomas (GBR)      | 7.000   | 8.033   |        | 15.033  | 6.600   | 9.100   |        | 15.700  | 15.366 |
| Rang               | Gymnaste                   | Saut 1  | Saut 1  | Saut 1 | Saut 1  | Saut 2  | Saut 2  | Saut 2 | Saut 2  | Total  |

#### Barres parallèles
| Rang               | Gymnaste                   | Score D | Score E | Pén. | Total  |
| ------------------ | -------------------------- | ------- | ------- | ---- | ------ |
| Médaille d'or      | Marcel Nguyen (GER)        | 6.800   | 8.966   |      | 15.766 |
| Médaille d'argent  | Oleh Vernyayev (UKR)       | 6.700   | 8.966   |      | 15.666 |
| Médaille de bronze | Mitja Petkovsek (SVN)      | 6.500   | 9.100   |      | 15.600 |
| 4                  | Hamilton Sabot (FRA)       | 6.500   | 8.700   |      | 15.200 |
| 5                  | Samuel Piasecky (SVK)      | 6.200   | 8.966   |      | 15.166 |
| 6                  | Vasileios Tsolakidis (GRE) | 6.400   | 8.400   |      | 14.800 |
| 7                  | Nils Haller (SUI)          | 6.200   | 8.433   |      | 14.633 |
| 8                  | Sebastian Krimmer (GER)    | 6.200   | 8.100   |      | 14.300 |

#### Barre fixe
| Rang               | Gymnaste                 | Score D | Score E | Pén. | Total  |
| ------------------ | ------------------------ | ------- | ------- | ---- | ------ |
| Médaille d'or      | Emin Garibov (RUS)       | 7.200   | 8.633   |      | 15.833 |
| Médaille d'argent  | Marijo Moznik (CRO)      | 6.900   | 8.666   |      | 15.566 |
| Médaille de bronze | Vlasios Maras (GRE)      | 6.800   | 8.466   |      | 15.266 |
| 4                  | Evgenij Spiridonov (GER) | 6.500   | 8.400   |      | 14.900 |
| 5                  | Hamilton Sabot (FRA)     | 6.400   | 8.366   |      | 14.766 |
| 6                  | Marco Baldauf (AUT)      | 6.100   | 7.600   |      | 13.700 |
| 7                  | Samuel Piasecky (SVK)    | 6.200   | 7.333   |      | 13.533 |
| 8                  | Philipp Boy (GER)        | 5.900   | 6.266   |      | 12.166 |

### Juniors

#### Concours général individuel
| Rang               | Gymnaste              | Sol    | Cheval d'arçon | Anneaux | Saut   | Barres parallèles | Barre fixe | Total  |
| ------------------ | --------------------- | ------ | -------------- | ------- | ------ | ----------------- | ---------- | ------ |
| Médaille d'or      | Frank Baines (GBR)    | 13.833 | 14.200         | 13.633  | 15.425 | 14.041            | 13.800     | 84.932 |
| Médaille d'argent  | Nile Wilson (GBR)     | 13.633 | 13.766         | 13.916  | 15.066 | 14.133            | 13.666     | 84.180 |
| Médaille de bronze | Eddy Yusof (SUI)      | 13.866 | 13.608         | 13.841  | 15.033 | 13.933            | 13.550     | 83.831 |
| 4                  | Robert Tvorogal (LTU) | 13.600 | 13.808         | 13.941  | 14.633 | 14.066            | 13.633     | 83.681 |
| 5                  | Daniel Weinert (GER)  | 13.800 | 13.900         | 13.733  | 14.566 | 14.100            | 12.666     | 82.765 |
| 6                  | Paul Degouy (FRA)     | 13.266 | 13.066         | 13.566  | 15.400 | 14.000            | 13.300     | 82.598 |
| 7                  | ????? (???)           |        |                |         |        |                   |            |        |
| 8                  | ????? (???)           |        |                |         |        |                   |            |        |
| 9                  | ????? (???)           |        |                |         |        |                   |            |        |
| 10                 | ????? (???)           |        |                |         |        |                   |            |        |
| 11                 | ????? (???)           |        |                |         |        |                   |            |        |
| 12                 | ????? (???)           |        |                |         |        |                   |            |        |
| 13                 | ????? (???)           |        |                |         |        |                   |            |        |
| 14                 | ????? (???)           |        |                |         |        |                   |            |        |
| 15                 | ????? (???)           |        |                |         |        |                   |            |        |
| 16                 | ????? (???)           |        |                |         |        |                   |            |        |
| 17                 | ????? (???)           |        |                |         |        |                   |            |        |
| 18                 | ????? (???)           |        |                |         |        |                   |            |        |
| 19                 | ????? (???)           |        |                |         |        |                   |            |        |
| 20                 | ????? (???)           |        |                |         |        |                   |            |        |
| 21                 | ????? (???)           |        |                |         |        |                   |            |        |
| 22                 | ????? (???)           |        |                |         |        |                   |            |        |
| 23                 | ????? (???)           |        |                |         |        |                   |            |        |
| 24                 | ????? (???)           |        |                |         |        |                   |            |        |

#### Sol
| Rang               | Gymnaste    | Score D | Score E | Pén. | Total |
| ------------------ | ----------- | ------- | ------- | ---- | ----- |
| Médaille d'or      | ????? (???) |         |         |      |       |
| Médaille d'argent  | ????? (???) |         |         |      |       |
| Médaille de bronze | ????? (???) |         |         |      |       |
| 4                  | ????? (???) |         |         |      |       |
| 5                  | ????? (???) |         |         |      |       |
| 6                  | ????? (???) |         |         |      |       |
| 7                  | ????? (???) |         |         |      |       |
| 8                  | ????? (???) |         |         |      |       |

#### Cheval d'arçons
| Rang               | Gymnaste    | Score D | Score E | Pén. | Total |
| ------------------ | ----------- | ------- | ------- | ---- | ----- |
| Médaille d'or      | ????? (???) |         |         |      |       |
| Médaille d'argent  | ????? (???) |         |         |      |       |
| Médaille de bronze | ????? (???) |         |         |      |       |
| 4                  | ????? (???) |         |         |      |       |
| 5                  | ????? (???) |         |         |      |       |
| 6                  | ????? (???) |         |         |      |       |
| 7                  | ????? (???) |         |         |      |       |
| 8                  | ????? (???) |         |         |      |       |

#### Anneaux
| Rang               | Gymnaste    | Score D | Score E | Pén. | Total |
| ------------------ | ----------- | ------- | ------- | ---- | ----- |
| Médaille d'or      | ????? (???) |         |         |      |       |
| Médaille d'argent  | ????? (???) |         |         |      |       |
| Médaille de bronze | ????? (???) |         |         |      |       |
| 4                  | ????? (???) |         |         |      |       |
| 5                  | ????? (???) |         |         |      |       |
| 6                  | ????? (???) |         |         |      |       |
| 7                  | ????? (???) |         |         |      |       |
| 8                  | ????? (???) |         |         |      |       |

#### Saut
| Rang               | Gymnaste    | Saut 1  | Saut 1  | Saut 1 | Saut 1  | Saut 2  | Saut 2  | Saut 2 | Saut 2  | Total |
| Rang               | Gymnaste    | Score D | Score E | Pén.   | Score 1 | Score D | Score E | Pén.   | Score 2 | Total |
| ------------------ | ----------- | ------- | ------- | ------ | ------- | ------- | ------- | ------ | ------- | ----- |
| Médaille d'or      | ????? (???) |         |         |        |         |         |         |        |         |       |
| Médaille d'argent  | ????? (???) |         |         |        |         |         |         |        |         |       |
| Médaille de bronze | ????? (???) |         |         |        |         |         |         |        |         |       |
| 4                  | ????? (???) |         |         |        |         |         |         |        |         |       |
| 5                  | ????? (???) |         |         |        |         |         |         |        |         |       |
| 6                  | ????? (???) |         |         |        |         |         |         |        |         |       |
| 7                  | ????? (???) |         |         |        |         |         |         |        |         |       |
| 8                  | ????? (???) |         |         |        |         |         |         |        |         |       |
| Rang               | Gymnaste    | Saut 1  | Saut 1  | Saut 1 | Saut 1  | Saut 2  | Saut 2  | Saut 2 | Saut 2  | Total |

#### Barres parallèles
| Rang               | Gymnaste    | Score D | Score E | Pén. | Total |
| ------------------ | ----------- | ------- | ------- | ---- | ----- |
| Médaille d'or      | ????? (???) |         |         |      |       |
| Médaille d'argent  | ????? (???) |         |         |      |       |
| Médaille de bronze | ????? (???) |         |         |      |       |
| 4                  | ????? (???) |         |         |      |       |
| 5                  | ????? (???) |         |         |      |       |
| 6                  | ????? (???) |         |         |      |       |
| 7                  | ????? (???) |         |         |      |       |
| 8                  | ????? (???) |         |         |      |       |

#### Barre fixe
| Rang               | Gymnaste    | Score D | Score E | Pén. | Total |
| ------------------ | ----------- | ------- | ------- | ---- | ----- |
| Médaille d'or      | ????? (???) |         |         |      |       |
| Médaille d'argent  | ????? (???) |         |         |      |       |
| Médaille de bronze | ????? (???) |         |         |      |       |
| 4                  | ????? (???) |         |         |      |       |
| 5                  | ????? (???) |         |         |      |       |
| 6                  | ????? (???) |         |         |      |       |
| 7                  | ????? (???) |         |         |      |       |
| 8                  | ????? (???) |         |         |      |       |

## Tableau des médailles
| Rang  | Nation | Or | Argent | Bronze | Total |
| ----- | ------ | -- | ------ | ------ | ----- |
| 1     | ?????  |    |        |        |       |
| 2     | ?????  |    |        |        |       |
| TOTAL |        |    |        |        |       |

| Rang  | Nation | Or | Argent | Bronze | Total |
| ----- | ------ | -- | ------ | ------ | ----- |
| 1     | ?????  |    |        |        |       |
| 2     | ?????  |    |        |        |       |
| TOTAL |        |    |        |        |       |